# Malo Krčmare
Malo Krčmare (em cirílico: Мало Крчмаре) é uma vila da Sérvia localizada no município de Rača, pertencente ao distrito de Šumadija, na região de Šumadija. A sua população era de 427 habitantes segundo o censo de 2011.

## Demografia
| 1948 | 1953 | 1961 | 1971 | 1981 | 1991 | 2002 | 2011 |
| ---- | ---- | ---- | ---- | ---- | ---- | ---- | ---- |
| 733  | 739  | 730  | 666  | 641  | 559  | 486  | 427  |